# Prix du meilleur gardien de Russie
Le prix du meilleur gardien de Russie est décerné par le journal Ogoniok à l'issue de chaque saison de championnat depuis 1960. Il récompensait à l'origine le meilleur gardien de but du championnat soviétique avant de sacrer celui du championnat de Russie à partir de 1992.

## Lauréats
| Année              | Joueur                  | Club                     |
| Période soviétique | Période soviétique      | Période soviétique       |
| ------------------ | ----------------------- | ------------------------ |
| 1960               | Lev Yachine             | Dynamo Moscou            |
| 1961               | Vladimir Maslatchenko   | Lokomotiv Moscou         |
| 1962               | Sergueï Kotrikadze      | Dinamo Tbilissi          |
| 1963               | Lev Yachine             | Dynamo Moscou            |
| 1964               | Viktor Bannikov         | Dynamo Kiev              |
| 1965               | Anzor Kavazachvili      | Torpedo Moscou           |
| 1966               | Lev Yachine             | Dynamo Moscou            |
| 1967               | Anzor Kavazachvili      | Torpedo Moscou           |
| 1968               | Iouri Pshenichnikov     | CSKA Moscou              |
| 1969               | Yevhen Rudakov          | Dynamo Kiev              |
| 1970               | Viktor Bannikov         | Torpedo Moscou           |
| 1971               | Yevhen Rudakov          | Dynamo Kiev              |
| 1972               | Yevhen Rudakov          | Dynamo Kiev              |
| 1973               | Vladimir Pilguy         | Dynamo Moscou            |
| 1974               | Aleksandr Prokhorov     | Spartak Moscou           |
| 1975               | Aleksandr Prokhorov     | Spartak Moscou           |
| 1976               | Vladimir Astapovski     | CSKA Moscou              |
| 1977               | Yuriy Dehteryov         | Chakhtar Donetsk         |
| 1978               | Non décerné             | Non décerné              |
| 1979               | Otar Gabilia            | Dinamo Tbilissi          |
| 1980               | Rinat Dasaev            | Spartak Moscou           |
| 1981               | Viatcheslav Chanov      | Torpedo Moscou           |
| 1982               | Rinat Dasaev            | Spartak Moscou           |
| 1983               | Rinat Dasaev            | Spartak Moscou           |
| 1984               | Mikhaïl Birioukov       | Zénith Léningrad         |
| 1985               | Rinat Dasaev            | Spartak Moscou           |
| 1986               | Viktor Chanov           | Dynamo Kiev              |
| 1987               | Rinat Dasaev            | Spartak Moscou           |
| 1988               | Rinat Dasaev            | Spartak Moscou           |
| 1989               | Stanislav Tchertchessov | Spartak Moscou           |
| 1990               | Stanislav Tchertchessov | Spartak Moscou           |
| 1991               | Valeri Sarytchev        | Torpedo Moscou           |
| Période russe      |                         |                          |
| 1992               | Stanislav Tchertchessov | Spartak Moscou           |
| 1993               | Aleksandr Podchivalov   | Torpedo Moscou           |
| 1994               | Sergueï Ovtchinnikov    | Lokomotiv Moscou         |
| 1995               | Sergueï Ovtchinnikov    | Lokomotiv Moscou         |
| 1996               | Andreï Samoroukov       | Rotor Volgograd          |
| 1997               | Dmytro Tyapushkin       | Dynamo Moscou            |
| 1998               | Aleksandr Filimonov     | Spartak Moscou           |
| 1999               | Non décerné             | Non décerné              |
| 2000               | Rouslan Nigmatoulline   | Lokomotiv Moscou         |
| 2001               | Rouslan Nigmatoulline   | Lokomotiv Moscou         |
| 2002               | Sergueï Ovtchinnikov    | Lokomotiv Moscou         |
| 2003               | Viacheslav Malafeïev    | Zénith Saint-Pétersbourg |
| 2004               | Igor Akinfeïev          | CSKA Moscou              |
| 2005               | Igor Akinfeïev          | CSKA Moscou              |
| 2006               | Igor Akinfeïev          | CSKA Moscou              |
| 2007               | Viacheslav Malafeïev    | Zénith Saint-Pétersbourg |
| 2008               | Igor Akinfeïev          | CSKA Moscou              |
| 2009               | Igor Akinfeïev          | CSKA Moscou              |
| 2010               | Igor Akinfeïev          | CSKA Moscou              |
| 2012               | Viacheslav Malafeïev    | Zénith Saint-Pétersbourg |
| 2013               | Igor Akinfeïev          | CSKA Moscou              |
| 2014               | Igor Akinfeïev          | CSKA Moscou              |
| 2015               | Artiom Rebrov           | Spartak Moscou           |
| 2016               | Soslan Djanaïev         | FK Rostov                |
| 2017               | Igor Akinfeïev          | CSKA Moscou              |
| 2018               | Igor Akinfeïev          | CSKA Moscou              |
| 2019               | Guilherme Marinato      | Lokomotiv Moscou         |
| 2020-2021          | Aleksandr Maksimenko    | Spartak Moscou           |
| 2022               | Matvey Safonov          | FK Krasnodar             |

## Source
- (ru) Cet article est partiellement ou en totalité issu de l’article de Wikipédia en russe intitulé « Приз «Вратарь года» имени Льва Яшина » (voir la liste des auteurs).